# André Raess

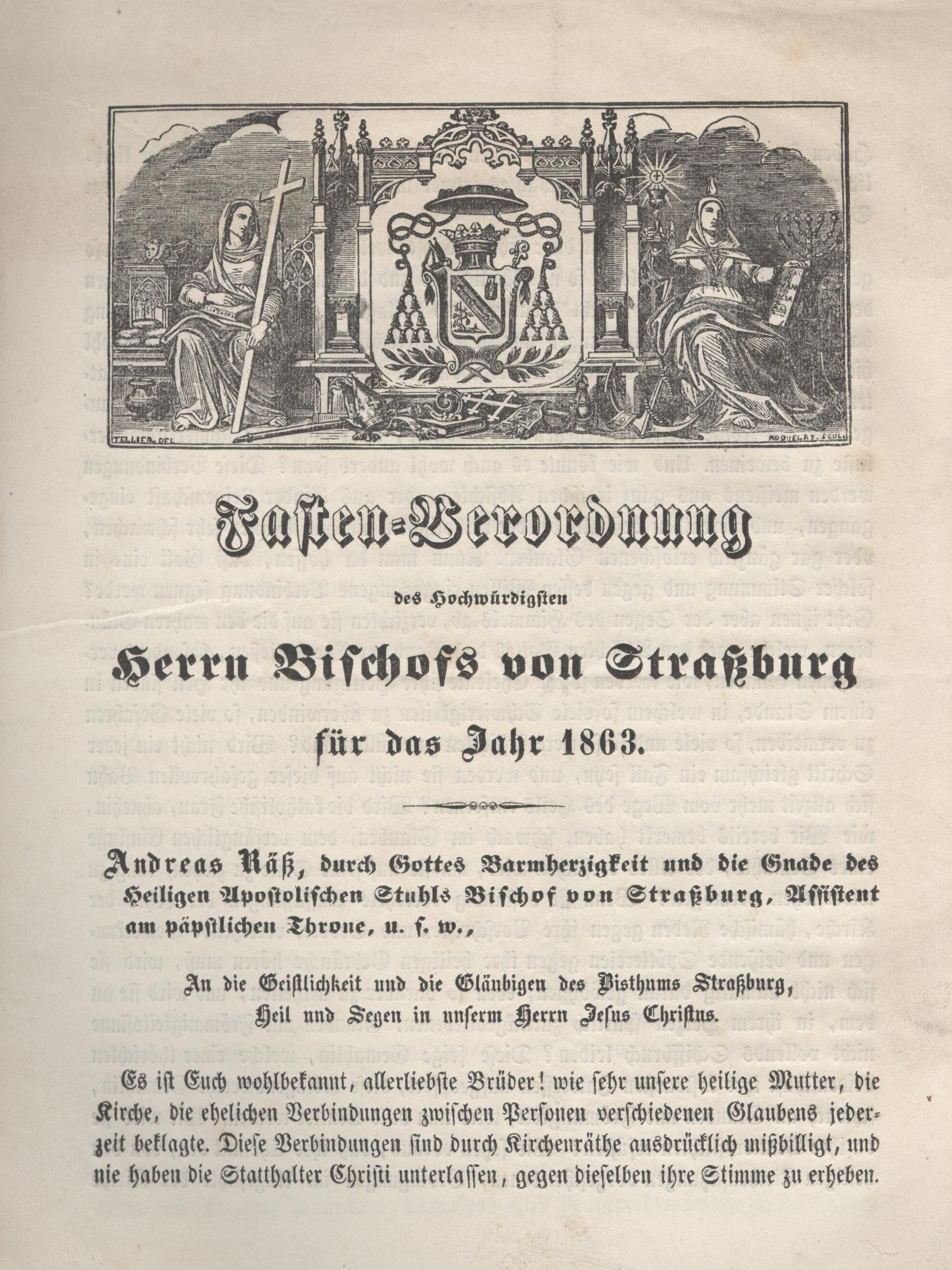
Lettre pastorale de l'évêque André Raess, 1863.

André Raess (Andreas Räß en allemand) (Sigolsheim, 6 avril 1794 - Strasbourg, 17 novembre 1887) a été le 97e évêque de Strasbourg.

## Biographie
Après un parcours scolaire classique à Sélestat et à Nancy, André Raess étudia la philosophie et la théologie au petit puis au grand séminaire de Mayence, à partir de 1811, sous l'autorité du supérieur Liebermann. Il fut ordonné prêtre pour le diocèse de Mayence par Joseph Ludwig Colmar le 31 août 1816.
En 1822, il passa l'oral de sa thèse de théologie à la faculté de Wurtzbourg puis, en 1824, il succéda à l'abbé Liebermann à la tête du séminaire de Mayence. En 1826, pressenti pour l'évêché de Strasbourg, l'épiscopat lui échappa en raison de son opposition au gouvernement de Hesse[réf. nécessaire]. Rentré à Strasbourg en 1830, il fut, dès le mois de février, nommé à la tête de la "Petite Sorbonne" créée par Jean-François-Marie Le Pappe de Trévern à Molsheim, et destinée aux sujets les plus brillants de son séminaire. À l'automne de la même année, il fut nommé supérieur du grand séminaire de Strasbourg ainsi que professeur de dogmatique et de théologie à la faculté d'État de théologie catholique de Strasbourg. Il le resta pendant six ans, avant d'être démis de ses fonctions en 1836 pour des motifs inconnus.
Le 20 août 1840, André Raess fut nommé coadjuteur de l'évêque de Strasbourg, Jean-François-Marie Le Pappe de Trévern, et confirmé dans cette charge le 14 décembre suivant. Il fut consacré évêque par Césaire Mathieu, archevêque de Besançon, assisté de Jean-Joseph-Marie-Eugène de Jerphanion, évêque de Saint-Dié, et d'Alexis-Basile-Alexandre Menjaud, coadjuteur de Nancy, le 14 février 1841.
À la mort de Trévern, le 27 août 1842, il lui succéda à l'évêché de Strasbourg. Au cours de son épiscopat, il imprima fortement sa marque en Alsace et fit prendre au diocèse le visage qu'il conserva jusque dans la seconde moitié du XXe siècle. Favorable au mouvement ultramontain comme une grande partie de son clergé, il fut un fervent défenseur de l'infaillibilité pontificale et le montra en particulier durant le Ier concile œcuménique du Vatican.
En 1874, au palais du Reichstag, il déclara que le traité de Francfort, par lequel notamment les départements d'Alsace et de Moselle étaient annexés au Reich allemand, était reconnu par les catholiques et les protestants d'Alsace et de Lorraine.

## Succession apostolique
André Raess a ordonné les évêques suivants :
- Évêque Aloyse Kobès, C.S.Sp. (1848)
- Archevêque Eugène Amable Jean Claude Lachat, C.PP.S. (1863)

## Distinctions
- Officier de la Légion d'honneur (14 juillet 1866)[5]
- Commandeur de l'Ordre impérial de Léopold